# Grand Prix Formule 1 van Japan 2008

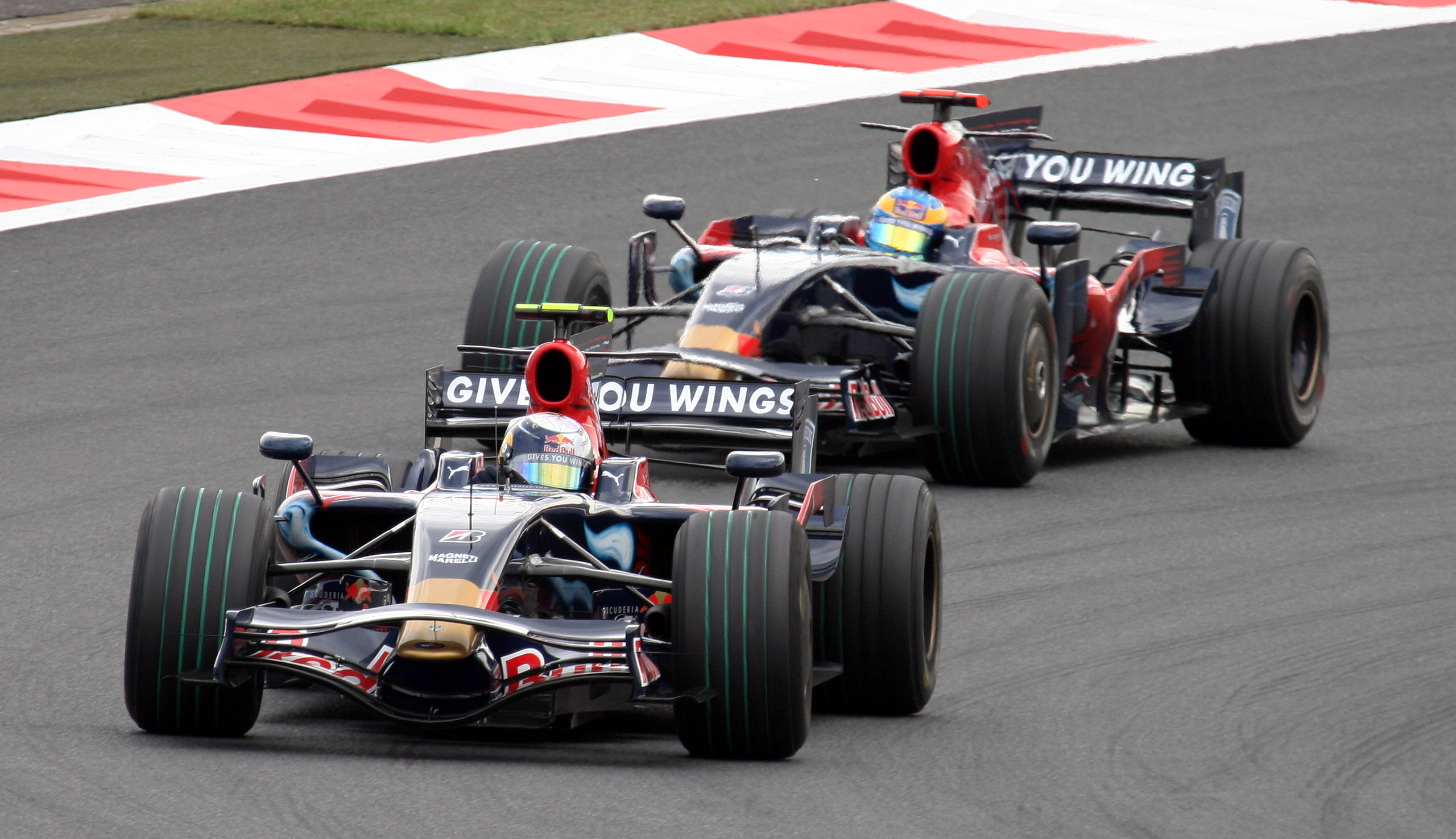
Toro Rosso-coureurs Sebastian Vettel en Sébastien Bourdais tijdens de vrije trainingsritten.

De Grand Prix Formule 1 van Japan 2008 werd gehouden op 12 oktober 2008 op de Fuji Speedway. Het was de zestiende race uit het kampioenschap. Renault-coureur Fernando Alonso won de race. Tijdens de race kregen de eerste twee in de tussenstand van het kampioenschap een drive-through penalty. Felipe Massa omdat hij Lewis Hamilton aangereden had en Hamilton voor een actie waardoor Kimi Räikkönen in moeilijkheden geraakte. Deze laatste kon evenwel verder en finishte op de derde plaats. Massa eindigde op de zevende plaats en kon daarmee zijn achterstand in het kampioenschap reduceren tot vijf punten op Hamilton, die op de twaalfde plaats finishte en geen punten scoorde.

## Kwalificatie
| Positie | Nummer | Naam                 | Team                | Q1       | Q2       | Q3       | Grid |
| ------- | ------ | -------------------- | ------------------- | -------- | -------- | -------- | ---- |
| 1       | 22     | Lewis Hamilton       | McLaren-Mercedes    | 1:18.071 | 1:17.462 | 1:18.404 | 1    |
| 2       | 1      | Kimi Räikkönen       | Ferrari             | 1:18.160 | 1:17.733 | 1:18.644 | 2    |
| 3       | 23     | Heikki Kovalainen    | McLaren-Mercedes    | 1:18.220 | 1:17.360 | 1:18.821 | 3    |
| 4       | 5      | Fernando Alonso      | Renault             | 1:18.290 | 1:17.871 | 1:18.852 | 4    |
| 5       | 2      | Felipe Massa         | Ferrari             | 1:18.110 | 1:17.287 | 1:18.874 | 5    |
| 6       | 4      | Robert Kubica        | BMW Sauber          | 1:18.684 | 1:17.931 | 1:18.979 | 6    |
| 7       | 11     | Jarno Trulli         | Toyota              | 1:18.501 | 1:17.541 | 1:19.026 | 7    |
| 8       | 12     | Timo Glock           | Toyota              | 1:17.945 | 1:17.670 | 1:19.118 | 8    |
| 9       | 15     | Sebastian Vettel     | Toro Rosso-Ferrari  | 1:18.559 | 1:17.714 | 1:19.638 | 9    |
| 10      | 14     | Sébastien Bourdais   | Toro Rosso-Ferrari  | 1:18.593 | 1:18.102 | 1:20.167 | 10   |
| 11      | 9      | David Coulthard      | Red Bull-Renault    | 1:18.303 | 1:18.187 |          | 11   |
| 12      | 6      | Nelson Piquet jr.    | Renault             | 1:18.300 | 1:18.274 |          | 12   |
| 13      | 10     | Mark Webber          | Red Bull-Renault    | 1:18.372 | 1:18.354 |          | 13   |
| 14      | 8      | Kazuki Nakajima      | Williams-Toyota     | 1:18.640 | 1:18.594 |          | 14   |
| 15      | 7      | Nico Rosberg         | Williams-Toyota     | 1:18.740 | 1:18.672 |          | 15   |
| 16      | 3      | Nick Heidfeld        | BMW Sauber          | 1:18.835 |          |          | 16   |
| 17      | 17     | Rubens Barrichello   | Honda               | 1:18.882 |          |          | 17   |
| 18      | 16     | Jenson Button        | Honda               | 1:19.100 |          |          | 18   |
| 19      | 20     | Adrian Sutil         | Force India-Ferrari | 1:19.163 |          |          | 19   |
| 20      | 21     | Giancarlo Fisichella | Force India-Ferrari | 1:19.910 |          |          | 20   |

## Race
| Positie | Nummer | Coureur              | Team                | Rondes | Tijd/Oorzaak uitval | Startplaats | Punten |
| ------- | ------ | -------------------- | ------------------- | ------ | ------------------- | ----------- | ------ |
| 1       | 5      | Fernando Alonso      | Renault             | 67     | 1:30:21.892         | 4           | 10     |
| 2       | 4      | Robert Kubica        | BMW Sauber          | 67     | +5.283              | 6           | 8      |
| 3       | 1      | Kimi Räikkönen       | Ferrari             | 67     | +6.400              | 2           | 6      |
| 4       | 6      | Nelson Piquet jr.    | Renault             | 67     | +20.570             | 12          | 5      |
| 5       | 11     | Jarno Trulli         | Toyota              | 67     | +23.767             | 7           | 4      |
| 6       | 15     | Sebastian Vettel     | Toro Rosso-Ferrari  | 67     | +39.207             | 9           | 3      |
| 7       | 2      | Felipe Massa         | Ferrari             | 67     | +46.158             | 5           | 2      |
| 8       | 10     | Mark Webber          | Red Bull-Renault    | 67     | +50.811             | 13          | 1      |
| 9       | 3      | Nick Heidfeld        | BMW Sauber          | 67     | +54.120             | 16          |        |
| 10      | 14     | Sébastien Bourdais1  | Toro Rosso-Ferrari  | 67     | +59.085             | 10          |        |
| 11      | 7      | Nico Rosberg         | Williams-Toyota     | 67     | +1:02.096           | 15          |        |
| 12      | 22     | Lewis Hamilton       | McLaren-Mercedes    | 67     | +1:18.900           | 1           |        |
| 13      | 17     | Rubens Barrichello   | Honda               | 66     | +1 ronde            | 17          |        |
| 14      | 16     | Jenson Button        | Honda               | 66     | +1 ronde            | 18          |        |
| 15      | 8      | Kazuki Nakajima      | Williams-Toyota     | 66     | +1 ronde            | 14          |        |
| Ret     | 21     | Giancarlo Fisichella | Force India-Ferrari | 21     | Versnellingsbak     | 20          |        |
| Ret     | 23     | Heikki Kovalainen    | McLaren-Mercedes    | 16     | Motor               | 3           |        |
| Ret     | 20     | Adrian Sutil         | Force India-Ferrari | 8      | Lekke band          | 19          |        |
| Ret     | 12     | Timo Glock           | Toyota              | 6      | Schade              | 8           |        |
| Ret     | 9      | David Coulthard      | Red Bull-Renault    | 0      | Aanrijding          | 11          |        |

- 1 Bourdais kreeg een penalty van 25 seconden voor een aanrijding met Massa en verloor daarmee zijn zesde plaats en drie punten aan zijn teamgenoot Sebastian Vettel.

## Noot
- Dit was de tiende snelste ronde voor Felipe Massa.
- Eerste rondes als raceleider voor Sébastien Bourdais.

1976 · 1977 · 1987 · 1988 · 1989 · 1990 · 1991 · 1992 · 1993 · 1994 · 1995 · 1996 · 1997 · 1998 · 1999 · 2000 · 2001 · 2002 · 2003 · 2004 · 2005 · 2006 · 2007 · 2008 · 2009 · 2010 · 2011 · 2012 · 2013 · 2014 · 2015 · 2016 · 2017 · 2018 · 2019 · 2022 · 2023 · 2024 · 2025